# Tlokwe City Council

Gemeindegebiet bis 2016

Tlokwe City Council (englisch Tlokwe City Council Local Municipality, kurz auch Tlokwe) ist eine ehemalige Gemeinde im Distrikt Dr Kenneth Kaunda, Provinz Nordwest in Südafrika. Verwaltungssitz war Potchefstroom, dessen Namen die Gemeinde bis 2007 trug. Sie wurde 2016 mit der Gemeinde Ventersdorp zur Gemeinde Tlokwe/Ventersdorp (NW405) zusammengelegt, die 2017 in JB Marks umbenannt wurde.
Die Gemeinde war benannt nach der Bezeichnung Tlokwe für die Stadt Potchefstroom. 2011 lebten in der Gemeinde 162.762 Einwohner auf einer Fläche von 2674 Quadratkilometern.